# Daniel Kosakowski
 Daniel Kosakowski  (nacido el 21 de febrero de 1992) es un tenista profesional estadounidense, nacido en la ciudad de Huntington Park (California). 

## Carrera
Su mejor ranking individual es el N.º 230 alcanzado el 1 de abril de 2013, mientras que en dobles logró la posición 486 el 30 de julio de 2012.
No ha logrado hasta el momento títulos de la categoría ATP ni de la ATP Challenger Tour, aunque sí ha obtenido varios títulos Futures tanto en individuales como en dobles.